# Dolina Krzny
Dolina Krzny este o arie protejată (sit de importanță comunitară — SCI) din Polonia întinsă pe o suprafață de 202,99 ha, integral pe uscat.

## Localizare
Centrul sitului Dolina Krzny este situat la coordonatele 52°03′46″N 23°22′39″E / 52.0627°N 23.3776°E.

## Înființare
Situl Dolina Krzny a fost declarat sit de importanță comunitară în octombrie 2009 pentru a proteja 4 specii de animale.

## Biodiversitate
Situată în ecoregiunea continentală, aria protejată conține 2 habitate naturale: Lacuri eutrofice naturale cu vegetație de tip Magnopotamion sau Hydrocharition, Fânețe de joasă altitudine (Alopecurus pratensis, Sanguisorba officinalis).
La baza desemnării sitului se află mai multe specii protejate:
- nevertebrate (3): fluturele purpuriu (Lycaena dispar), Lycaena helle, Phengaris teleius
- pești (1): boarță (Rhodeus amarus)